# 吴博 (1917年)
吴博（1917年3月—2023年11月13日），八路军老战士、原延安八路军总部秘书、叶剑英第五任妻子。

## 生平
吴博1917年3月生于江苏青浦，毕业于吴淞中学。1937年参加新四军，在新四军军部工作。因中共南方局缺少速记员，周恩来到安徽云岭新四军军部视察后，特意从新四军速记训练班要了两人带回重庆红岩办事处。其中一个是支部书记吴博；另外一个是方卓芬，后为许涤新之妻。
1938年在八路军重庆办事处任周恩来的速记秘书。同年加入中国共产党。1940年从重庆撤离回延安。
2023年11月13日7时30分，吴博因病于北京解放军总医院第一医学中心去世，享年106岁。

## 家庭
1939年1月，叶剑英任南方局常委。1940年，叶剑英与身为南方局机要员的吴博结婚。1941年，生下女儿叶向真，即影片《原野》的导演凌子。